# Simón Trinidad
Juvenal Ovidio Ricardo Palmera Pineda (Valledupar, 30 de julio de 1950), alias 'Simón Trinidad', es un economista y ex-guerrillero colombiano de las Fuerzas Armadas Revolucionarias de Colombia -Ejército del Pueblo (FARC-EP).
Comenzó su actividad política en 1979, afiliándose al Nuevo Liberalismo, fundado por Luis Carlos Galán y Rodrigo Lara. Seguido por un grupo de intelectuales y profesionales, Ricardo Palmera fundó un movimiento local, Causa Comuna. Junto con una camarada, Imelda Daza, Ricardo asumió la dirección de la organización, y Causa Comuna se unió a la Unión Patriótica en 1985. Tras el asesinato de miles de militantes de este partido político, Palmera se unió a la guerrilla de las FARC en 1987 y tomó el alias de Simón Trinidad en honor al libertador Simón Bolívar.
En la guerrilla, se encargó de la formación política y la propaganda. A mediados de los noventa, fue uno de los comandantes del Bloque Caribe. Fue negociador en los diálogos de paz del Caguán entre 1999 y 2002. Fue capturado en Ecuador, donde fue a reunirse con un enviado de la ONU, en 2004 y extraditado a los Estados Unidos, donde recibió una condena de 60 años de prisión por su participación en el secuestro de tres estadounidenses, mientras que las acusaciones por narcotráfico en su contra no han prosperado. Cumple su condena en la prisión de máxima seguridad de ADX Florence en Florence, Colorado, Estados Unidos.

## Biografía
Palmera nació en una familia adinerada de Valledupar el 30 de julio de 1950. Hijo de Juvenal Palmera un líder político del Partido Liberal Colombiano, que fue secretario general y viceministro de agricultura en el gobierno de Mariano Ospina Pérez, y de Alicia Pineda de Palmera. Tuvo dos hermanas, Leonor y Elsa y un hermano, Jaime. Fue padre de dos hijos con su primera esposa y otra hija con una guerrillera (alias Lucero Palmera) que era radioperadora y dirigía la emisora Voz de la resistencia del Bloque Sur, esta mujer y su hija murieron  en un bombardeo.
Palmera pasó la mayor parte de su infancia en Valledupar, donde asistía al Colegio Nacional Loperena uno de los mejores colegios de la ciudad para aquella época. Igualmente frecuentaba el Club Social de Valledupar. Sus dos últimos años en la secundaria los cursó en la Escuela Naval de Cartagena, en Cartagena de Indias. Más tarde ingresó a estudiar economía en Bogotá y aunque no sabe inglés, se alega que hizo un postgrado en finanzas en la Universidad de Harvard, de lo cual no hay ninguna evidencia.
Después de graduarse, regresó a Valledupar y empezó trabajando como empleado del gobierno en la Caja Agraria del Cesar siendo asesor financiero. Por aquella época contrajo matrimonio con Margarita Russo, quien también era empleada de un banco en Barranquilla, de aquel matrimonio tuvieron dos hijos. Palmera supervisó a su vez la finca ganadera de su familia así como sus cultivos de algodón.
Se integró al personal administrativo de la Universidad Popular del Cesar haciendo parte del cuadro académico como profesor de Historia Económica de Colombia en la Facultad de Ciencias Administrativas. Fue primero asesor financiero y consultor de la Caja Agraria, y luego gerente regional en la sucursal de Valledupar del Banco del Comercio. Cuando enseñaba en la Universidad Popular del Cesar, Palmera, y algunos de los profesores que eran sus compañeros fueron grandemente influidos por la retórica de las ideologías de izquierda de la época. 
En 1979, Palmera fue detenido durante cinco días bajo la acusación de ser guerrillero, pero su familia logró liberarlo.

### Militancia en la Unión Patriótica
Para septiembre de 1981, Palmera, Jaime Sierra, Tomás Agudelo y Federico Palacios Romaña crearon un grupo llamado "Los Independientes", de orientación marxista-leninista. Igualmente apoyaron a la Unión Patriótica, creado en 1985 que surgió de los acuerdos de La Uribe con las FARC-EP, al ser disuelto este partido disuelve debido a desapariciones forzadas, secuestros y asesinatos selectivos de algunos de los miembros, mientras que algunos de los que sobrevivieron se volvieron más tarde miembros activos de la guerrilla o refugiados políticos en el exterior. Palmera fue uno de los militantes de la UP que, en vista de la persecución legal e ilegal del Partido, decidió dejar la vía democrática y emprender la lucha armada para lograr un viraje en la vida política y social del país.
En 1987, después de una huelga campesina en la plaza Alfonso López Pumarejo de Valledupar, Palmera envió a su familia a México, robó 30 millones de pesos del banco en el cual trabajaba como gerente y escapó hacia las montañas de la Sierra Nevada de Santa Marta, se presume que fue en este momento cuando se unió a las FARC-EP. Con él se llevó una lista de transacciones realizadas por millonarios de la región.

### Militancia en las FARC-EP
Las autoridades colombianas sospechan que Palmera se hizo miembro de las Fuerzas Armadas Revolucionarias de Colombia - Ejército del Pueblo (FARC-EP) en 1987 confirmándolo el 8 de mayo de 1990 cuando lo dio a conocer públicamente. Para entonces se creía que comandaba el Frente 41, creado por él mismo en junio de 1990 y que operaba en el área de la serranía del Perijá. Palmera había adoptado el nombre de guerra de Simón Trinidad y Federico Bogotá y más tarde hizo parte del Estado Mayor del Bloque Caribe de las FARC-EP.
Su zona de operaciones incluyó a Valledupar, que a pesar de ser una ciudad pequeña, con menos de 300.000 habitantes, con el tiempo se convirtió en la población con la más alta tasa de secuestros en Colombia a causa de las extorsiones, hostigamiento y amenazas de muerte de las FARC-EP. Los grupos paramilitares, en reacción al crecimiento de las FARC-EP también comenzaron a crecer en la región, surgiendo en la zona líderes paramilitares como Jorge 40.
En mayo de 1992, Palmera y Abelardo Caicedo alias "Solís Almeida", ordenaron el secuestro y posterior asesinato del Teniente de la Armada Álvaro Fernando Morris Piedrahíta. El 17 de agosto de 1994 Palmera fue asignado para comandar el Frente 19 José Prudencio Padilla que operaba en las montañas de la Sierra Nevada de Santa Marta.
El 11 de diciembre de 1995, las autoridades colombianas se enteraron de que "Simón Trinidad" se había convertido en el sexto comandante en línea del Bloque Caribe de las FARC-EP , que se encargaba de la propaganda guerrillera. En noviembre de 1996, las autoridades colombianas descubrieron que Palmera había pasado a ser tercero en la cadena de mando del Estado Mayor del Bloque Caribe.

### Diálogos de paz (1998-2002)
En 2001, investigadores de Human Rights Watch entrevistaron a Palmera en Los Pozos, Caquetá. a su vez expresó que la guerrilla quiere el poder y “las FARC no dejarán las armas porque serán parte del nuevo Ejército". El 4 de julio del mismo año, estando presente en San Vicente del Caguán, Caquetá en las conversaciones de paz con el gobierno de Andrés Pastrana y actuando allí como vocero de las FARC-EP, anunció que el grupo iba a atacar cualquier aeronave o tropa que realizará fumigaciones de plantaciones de coca o amapola en el sur del país.
Palmera continuó participando como uno de los negociadores de más alto rango durante los fallidos diálogos de paz (1998 - 2002) con el gobierno de Andrés Pastrana y junto a voceros del gobierno, viajó a Dinamarca, Suecia, España e Italia, para pedir apoyo al proceso de paz.

### Captura
Palmera fue capturado el 2 de enero de 2004 en Quito, Ecuador, por las autoridades locales y deportado inmediatamente a Colombia, donde enfrentó cargos por rebelión, el secuestro y posterior asesinato de la exministra colombiana Consuelo Araújo y varios otros delitos que habría cometido, incluidos los homicidios y la extorsión o el secuestro de varios de sus ex socios bancarios, ex amigos de la infancia y familiares. Su rango exacto dentro de las FARC-EP en el momento de su captura no fue especificado por los rebeldes o las autoridades colombianas.

### Extradición a EE.UU.
En noviembre de 2004, la Corte Suprema de Justicia de Colombia aprobó la extradición de Palmera a los Estados Unidos. La extradición dependía entonces de la aprobación de Álvaro Uribe. En un comunicado fechado el 28 de noviembre, pero dado a conocer el 3 de diciembre, las FARC-EP declaró que la extradición de Trinidad sería un grave obstáculo para llegar a un acuerdo de intercambio de prisioneros con el gobierno colombiano. El 17 de diciembre de 2004, el gobierno colombiano autorizó la extradición de Palmera a los Estados Unidos, pero afirmó que la medida podría ser revocada si las FARC-EP liberaba a todos los 63 (políticos y militares) en su poder antes del 30 de diciembre.
Las FARC-EP no aceptaron esta demanda, y Palmera mismo había declarado anteriormente que consideraba su futura extradición y posterior enjuiciamiento en los EE. UU. una oportunidad de protestar públicamente contra la administración Uribe. Una vez terminado el plazo, los militares colombianos entraron en "alerta máxima", y la embajada de los EE. UU. en Bogotá emitió una "alerta de terrorismo" a los ciudadanos de EE. UU. en Colombia. La extradición fue firmada por el presidente Álvaro Uribe y Palmera fue colocado en un avión de la DEA con destino a Florida. "Simón Trinidad" fue extraditado a los Estados Unidos en la tarde del 31 de diciembre de 2004. Las FARC-EP se pronunciaron por la extradición de Simón Trinidad, las cuales se solidarizan con el guerrillero, criticando la postura del gobierno colombiano al cuál llama "entreguista".

### Juicio en EE. UU.
Palmera enfrentó dos juicios en Estados Unidos, uno por secuestro y otro por tráfico de drogas, en el primer caso fue condenado a 60 años de prisión, mientras el juicio por tráfico de drogas no prosperó. En los diálogos de paz entre gobierno de Colombia y las FARC-EP que comenzaron en 2012, los representantes de FARC-EP, especialmente Jesús Santrich, demandaron la presencia de Simón Trinidad en los diálogos.

### Pedido de liberación
Como parte de las negociaciones entre el gobierno de Santos y las FARC-EP, estas pidieron que Palmera fuera indultado por sus crímenes y excarcelado para que pudiera ser parte del equipo negociador guerrillero, a lo que el director de la Oficina para el Hemisferio Occidental de la Casa Blanca, Ricardo Zúñiga, respondió: "Nosotros no somos parte del proceso. Solo anotaría que (Simón) Trinidad está encarcelado y lo seguirá estando".
Aun así, el presidente Juan Manuel Santos no descartó que si se lograba un acuerdo con EE. UU.
Ricardo Palmera pertenece a las grandes familias de terratenientes de la Costa Caribe colombiana. Su padre era el político Juvenal Palmera, y su madre, Alicia Pineda.